# Общество Московского научного института
Общество Московского научного института — общественная организация учёных, уволившихся в 1911 году из Московского университета в знак несогласия с политикой, проводимой министром просвещения Л. А. Кассо.

## История
Общество стало первой в Российской империи организацией, созданной для уменьшения влияния на науку политики властей. Статут организации был утверждён 16 апреля 1912 года, а 10 мая состоялось первое заседание. Главные цели общества: делать вклад в решение научных вопросов по всем сферам науки; помогать людям, выразившим желание проводить научные исследования в определённой сфере; организовывать для этого научные заведения, включая лаборатории, кабинеты, музеи, библиотеки и т. д. Минимальный членский взнос составлял 50 рублей (цена одного пая); общество состояло только из научных деятелей. Основателями общества были А. А. Бахрушин, Н. Д. Зелинский, П. Н. Лебедев, И. П. Павлов, И. И. Мечников и т. д. В учёный совет входили Н. М. Кулагин, А. А. Мануйлов, П. А. Минаков, Н. А. Умов, С. А. Чаплыгин, В. Д. Шервинский, А. А. Эйхенвальд. Председателем правления назначили юриста А. И. Геннерта. С конца октября 1912 года проводились регулярные собрания учёного совета и правления общества.
Сперва планировалось открыть физическую и биологическую лаборатории и отдел общественных наук с издательским фондом. В 1916 году был организован Институт экспериментальной биологии (возглавил Н. К. Кольцов), в 1917 году — Физиологический институт (возглавил М. Н. Шатерников) и Физический институт (возглавил П. П. Лазарев). В августе 1918 года открыта Центральная контрольная станция сывороток и вакцин (в 1919 году реорганизована в Институт контроля сывороток и вакцин). Позднее общество послужило базой для Государственного института народного здравоохранения (ГИНЗ).